# Isabelle Jacobi
Isabelle Jacobi (* 15. März 1969 in Bern) ist eine Schweizer Journalistin und Theaterautorin. Sie war Korrespondentin für Radio SRF in Washington, D.C. und von 2022 bis 2024 Chefredaktorin der Tageszeitung Der Bund. Im April 2024 wechselte sie zum NZZ-Auslandressort.

## Persönliches
Isabelle Jacobi wuchs in Worb im Kanton Bern auf. Ihr Vater war Direktor der Hess Family Estates. Ihre Mutter war Psychologin.
Vor ihrer journalistischen Karriere schrieb Jacobi diverse Theaterstücke und arbeitete als Dramaturgin, unter anderem für das Theater Marie in Aarau. Jacobi war ausserdem 1995–2000 Mitglied der Berner A-cappella-Gruppe Single Belles zusammen mit den Schauspielerinnen/Sängerinnen Brigitte Frey und Marie-Louise Grunder.
2004 folgte ein halbjähriger Aufenthalt in New York mit einem Stipendium der Stadt und des Kantons Bern.

## Ausbildung und journalistische Karriere
Jacobi hat an der Universität Bern Anglistik, Schweizer Geschichte und Theaterwissenschaften studiert und 1998 mit dem Lizenziat abgeschlossen. Zuvor absolvierte sie ein zweijähriges Journalismus-Studium in den USA an der Pepperdine University in Malibu.
Seit 1999 arbeitete sie bei Schweizer Radio DRS beziehungsweise Radio SRF. Bis Ende 2006 war sie Redaktorin, Moderatorin und Produzentin bei SRF 2 Kultur und der damaligen Hintergrundsendung «DRS 2 aktuell».
Danach wirkte sie knapp drei Jahre als freischaffende Korrespondentin in New York für SRF, Deutschlandfunk, Deutschlandradio Berlin, NZZ am Sonntag und Der Bund. Gleichzeitig erlangte sie ein Business-Zertifikat an der Columbia University.
Der Wechsel zur politischen Hintergrundsendung «Echo der Zeit» erfolgte per November 2008 zunächst als Produzentin und bald als stellvertretende Redaktionsleiterin. 2012 wurde Jacobi Redaktionsleiterin und etwas später Moderatorin von Echo der Zeit. Für fünf Jahre führte sie die neunköpfige Redaktion. Während dieser Zeit sprach sie sich dafür aus, die Sendung für ein jüngeres Publikum ansprechend zu gestalten und auf Social Media zu vermarkten. 2016 gewann das «Echo der Zeit» den ersten Rang im ersten Schweizer Medienqualitätsrating.
Ab Ende 2017 arbeitete Jacobi als Radio- und Nachrichtenkorrespondentin für Radio SRF und SRF News in Washington, D.C. Im November 2021 wurde bekannt, dass sie die Stelle als Chefredaktorin der Berner Tageszeitung Der Bund übernehmen wird. Sie trat die Stelle Anfang Juli 2022 an, wechselte aber bereits 2024 zur NZZ um als USA-Fachjournalistin im wichtigen Wahljahr 2024 zu arbeiten.

## Theaterstücke
- 1992 «Warten auf Godota»[15]
- 1993 «Glaubet oder Leidet»[15]
- 1994 «Götterspeise»[15]
- 1997 «Glaubet oder leidet» im Theaterverlag Elgg publiziert.[16]
- 2003 «Lüthis Lauf» aufgeführt im Theater Winkelwiese in Zürich und im Theater Marie in Aarau[17]